# 冒春荣
冒春荣（1702年—1760年），字寒山，一字葚原，自称花源渔长、柴湾樵客。江苏如皋人。
家居如皋城北柴湾花源港，“家贫腹富，名通身隐”，好結交名士，以詩會友。掌控江浙间书院。乾隆二十三年（1758年）與姜炳璋编纂乾隆《象山县志》，歷八月成書，次年刊印，共十二卷。又編有《通州志》、《凤阳县志》、《两淮盐法志》等。冒春荣本人亦是詩論家，著有《葚原詩說》。